# Senare Qin
Senare Qin (前秦; Qián Qín) var en stat under tiden för De sexton kungadömena i Kina. Staten existerade år 384 till 417.
Staten grundades av Qiangfolket.